# Ожі-Монтуа-Фланвіль
Ожі-Монтуа-Фланвіль (фр. Ogy-Montoy-Flanville) — муніципалітет у Франції, у регіоні Гранд-Ест, департамент Мозель. Ожі-Монтуа-Фланвіль утворено 1 січня 2017 року шляхом злиття муніципалітетів Монтуа-Фланвіль i Ожі. Адміністративним центром муніципалітету є Монтуа-Фланвіль. Населення — 1762 особи (01.01.2021).